# Onthophagus oklahomensis
Onthophagus oklahomensis é uma espécie de inseto do género Onthophagus, família Scarabaeidae, ordem Coleoptera.
Foi descrita cientificamente por Brown em 1927.